# Hemibracon crassecrenulatus
Hemibracon crassecrenulatus är en stekelart som först beskrevs av Günther Enderlein 1920.  Hemibracon crassecrenulatus ingår i släktet Hemibracon och familjen bracksteklar. Inga underarter finns listade i Catalogue of Life.